# Булоло
Булоло (англ. Bulolo) — город в восточной части Папуа — Новой Гвинеи, в провинции Моробе.

## География
Расположен на реке Булоло (приток реки Маркхам), в 32 км к северо-западу от города Вау и в 43 км к югу от Лаэ, на высоте 793 м над уровнем моря.

## Население
По данным на 2013 год численность населения города составляла 23 910 человек.
Динамика численности населения города по годам:
| 1980  | 1990  | 2000   | 2013   |
| ----- | ----- | ------ | ------ |
| 6 730 | 7 421 | 12 912 | 23 910 |

## Экономика и транспорт
Ранее в районе города осуществлялась добыча золота. Сегодня основой экономики является лесная промышленность. Начиная 1950-х годов Булоло соединён с портом Лаэ автомобильной дорогой. Имеется небольшой аэропорт.